# تحریف در صدا و سیمای جمهوری اسلامی ایران

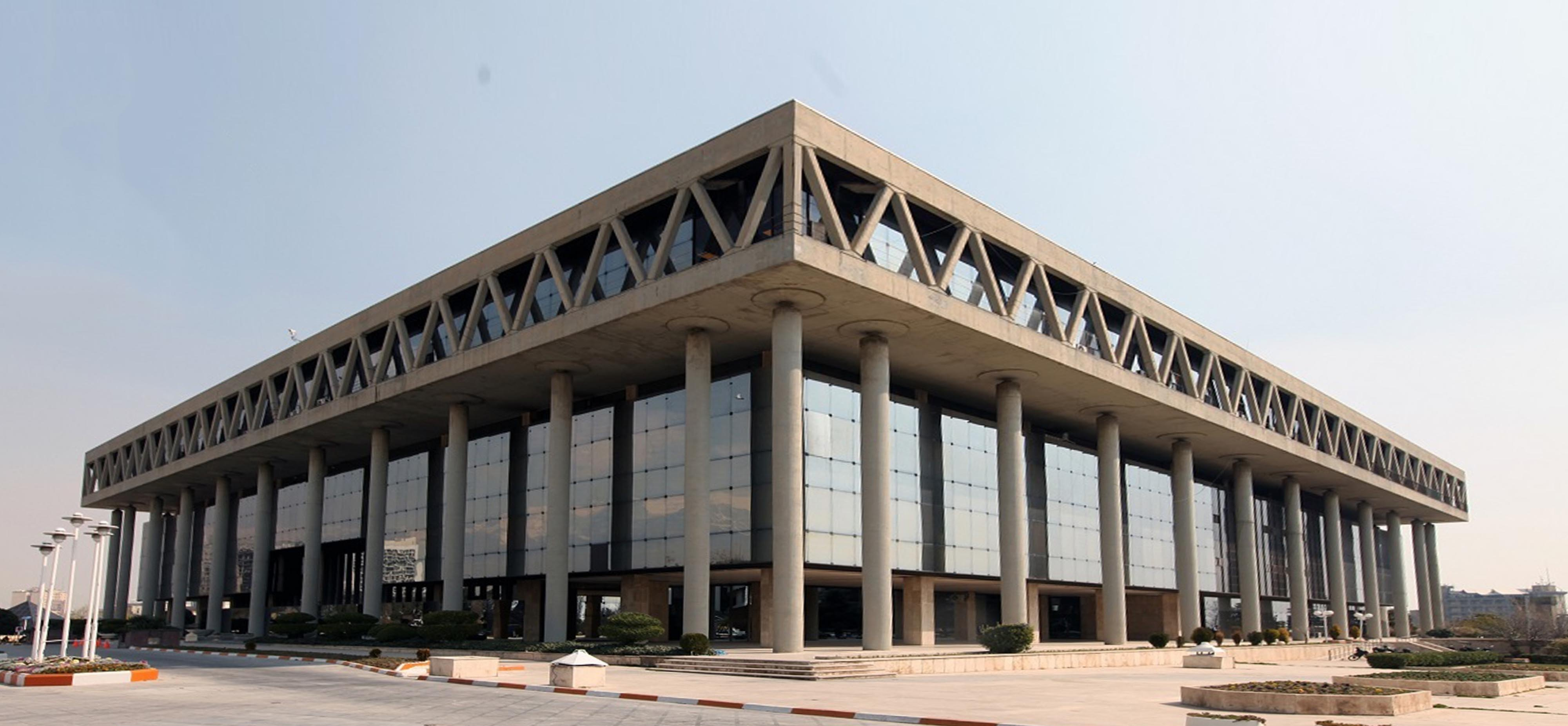
ساختمان ضبط صدا و سیما

تحریف در صدا و سیمای جمهوری اسلامی ایران چهار دهه سابقه دارد. به عقیده برخی از تحلیل‌گران، سازمان صدا و سیمای جمهوری اسلامی ایران به صورت سیستماتیک دروغ می‌گوید و اخبار و گزارشهای جعلی، تحریف شده و نامعتبر را منتشر می‌کند. به عقیده برخی، شاید نتوان با قطعیت رسانه‌های رسمی، از جمله تلویزیون ایران را متهم به مشارکت عامدانه در تهیه توزیع اخبار جعلی کرد. اما سماجت آنها در انتشار گسترده این قبیل اخبار، سؤال برانگیز است. صدا و سیما حتی در برخی از مواقع، صدای منتخبین ملت را هم تحریف کرده، یا حذف کرده یا کاملاً پخش نکرده یا دست کم به موقع پخش نکرده. درواقع صدا و سیما به جای گزارش رویدادها به ویژه سیاسی و خبری و خبر دادن، آن‌ها را به تبلیغات سیاسی تبدیل می‌کند و برمبنای یک دستگاه فکری خاص، از یک جناح سیاسی خاص حمایت می‌کند. برخی از تحلیل‌گران معتقدند که صدا و سیما یک دستگاه غیر مردمی و دستگاهی است که انگار رسالت این دستگاه تولید دروغ است.
همچنین برخی معتقدند که صدا و سیما یک ارگان تبلیغاتی است، اما یکی از چیزهایی که مخالف موازین نه فقط حقوق بشر که موازین حقوق بین‌الملل است این است که از این رسانه برای پخش اعترافات زندانیان سیاسی استفاده‌های غیرقانونی و غیراخلاقی می‌شود. از این رسانه‌ها برای ترویج کینه‌های مذهبی استفاده می‌شود. غالباً غیرمسلمان به خصوص بهاییان متهم به جاسوسی می‌کنند.
حسن محدثی، جامعه‌شناس و استاد دانشگاه می‌گوید: «وقتی گزارش‌های مربوط به رویدادهای سیاسی را به تبلیغات سیاسی تبدیل می‌شود، تبلیغات ماهیتی همراه و آکنده با دروغ دارد.» این دروغ‌گویی فقط در اخبار دیده نمی‌شود، بلکه حتی در مستندها و برنامه‌های تلویزیونی نیز دیده می‌شود.
در بین مردم، صدا و سیما به «رسانهٔ ملی» معروف است اما در سال‌های اخیر با توجه به گرایش‌های مشخص به سمت یک جریان خاص، به «رسانهٔ میلی» معروف شده‌است.
برای نمونه در گزارش خبرهای مربوط به حمله موشکی ایران به نیروهای آمریکایی در عراق صدا و سیما حداقل در ۶ مورد به صورت سازمان یافته دروغ گفته‌است. صدا و سیما در پی ایجاد این باور بود که شاید حمله موشکی به پایگاه عین‌الاسد تلفاتی داشته که دولت آمریکا سعی در پنهان نگه داشتن آنها دارد. پنهان نگاه داشتن حقیقت از سوی دولت آمریکا البته بی‌سابقه نیست، اما مخفی نگه داشتن خبر کشته شدن تعداد قابل توجهی سرباز آمریکایی در جریان یک حمله موشکی در عراق بعید و تقریباً غیرممکن است. دروغ‌های صدا و سیما گاهی براساس منابع خبری‌ای است که خودشان یا جعلی است یا ساختگی و بی‌اعتبار. به نظر می‌رسد یک جریان سازمان‌یافته پشت این اخبار جعلی صدا و سیما است. با بررسی این اخبار و پیگیری نحوه گردش آنها می‌توان دید که الگوی نسبتاً واحدی برای آنها وجود دارد. در مورد اخبار مربوط به حملهٔ موشکی ایران به پایگاه عین‌الاسد، تقریباً در اغلب موارد، از یک منبع خارجی استفاده می‌شده‌است. استفاده از منابع جعلی خارجی، اگرچه تأثیری روی مخاطب خارجی ندارد، اما ممکن است برخی مخاطبان داخلی را تحت تأثیر قرار دهد.
همچنین صدا و سیما بارها متهم به همکاری با نهادهای امنیتی در ضبط و پخش «اعترافات اجباری» شده‌است. اعترافاتی که در چندین مورد مشخص شده‌است که هیچگونه اعتباری نداشته‌است.
انتشار اخبار جعلی توسط صدا و سیما، فقط مختص به شبکه‌های خودش نیست. در سال ۲۰۲۰ فیس بوک می‌گوید، صدا و سیمای جمهوری اسلامی ایران دست‌کم از سال ۲۰۱۱ از طریق صدها اکانت جعلی در شبکه‌های اجتماعی به طور پنهانی مشغول انتشار پیام‌ها و تبلیغات خود برای تأثیرگذاری بر افکار عمومی و رأی‌دهندگان دیگر کشورهاست. فیسبوک می‌گوید اکانت‌های بسته شدهٔ صدا و سیما از تاکتیک‌های مشابه، از جمله جا زدن خود به عنوان رسانه خبری مستقل یا سازمان خیریه برای هدف قرار دادن کشورهایی از الجزایر و بنگلادش گرفته تا بریتانیا و زیمبابوه استفاده کرده‌اند. فیس بوک می‌گوید، صدا و سیما بیش از ۵۰۰ حساب کاربری در فیس بوک و اینستاگرام را برای انتشار پیام‌های خود به کار گرفته که به گفته او این پیام‌ها اغلب روی موضوعاتی مانند مناقشات محلی و منطقه‌ای یا انتقاد از اقدامات آمریکا در منطقه متمرکز بوده‌اند و به‌طور کلی بحث بر سر موضوع‌هایی بوده‌است که با منافع ژئوپلیتیک ایران منطبق بوده‌اند.

## پخش اعترافات «دروغ و اجباری»
نهادهای امنیتی و اطلاعاتی با کمک صدا و سیما به ضبط و پخش «اعترافات اجباری» مبادرت می‌کنند. منتقدین می‌گویند که از این اعتراف‌ها اغلب در دادگاه‌ها به عنوان مدرک بهره برده می‌شود.
در ۵ تیر ۱۳۹۹ سازمان عدالت برای ایران و فدراسیون بین‌المللی جوامع حقوق بشر، در گزارش ۵۷ صفحه‌ای، نتیجه بیش از ۱۵۰۰ ساعت تحقیق، و تحلیل بیش از ۱۵۰ برنامه و ۱۳ مصاحبه تفصیلی با قربانیان اعترافات اجباری گفت در طی یک دهه اخیر دست‌کم اعترافات اجباری ۳۵۵ نفر و محتوای افتراآمیز علیه ۵۰۵ تن، از تلویزیون دولتی ایران پخش شده‌است. در این گزارش گفته شده که صدا و سیما با وزارت اطلاعات و سپاه پاسداران در ضبط اعترافات همکاری کرده‌است. در این گزارش آمده که:
- برای تهیه اعتراف اجباری از «الگوهای مشخصی» شامل شکنجه‌های شدید جسمی مثل شلاق، آویزان کردن، شوک الکتریکی تا شکنجه‌های روانی مانند اعدام ساختگی، تهدید به تجاوز و… استفاده می‌شود
- در هنگام ضبط، شباهت کارگردانی، صحنه و ظاهر فرد اعتراف کننده با برنامه‌های قبلی نشان از «سناریو» ساخته شده و «صحنه‌آرایی» می‌دهد.
- در این گزارش آمده که یکی از اهداف اعتراف‌گیری ایجاد «حس ترس و دلسردی» در جامعه و «عادی‌سازی سرکوب» و «استفاده از محتوای برنامه به عنوان مدرک» برای مجازات فرد است.
- همچنین در ان گزارش آمده که ساخت این نوع برنامه‌ها خانواده و اعتبار فرد اعتراف‌کننده را تخت تأثیر قرار می‌دهد و از اطلاعات خصوصی او استفاده می‌کنند به طوری که افراد گفته‌اند این از لحاظ روانی برای آنان بدترین شکنجه بوده‌است.[۱۲]

## اتهام به اشخاص معروف
در گزارش‌های خبری، به خصوص اخبار ۲۰:۳۰ شبکهٔ دو، به برخی از افراد معروف حمله می‌شود.
برای نمونه در بخش خبری ۲۰:۳۰ پس از آن که علی دایی در یک نشست خبری هویت واقعی مصطفی مدبر، مدیرعامل این باشگاه، را زیر سؤال برد و مدعی شد مدیرعامل سایپا پیشتر مدیر کل حراست سازمان صدا و سیما بوده، در گزارشی، انتقادهای تندی را علیه آقای دایی مطرح کرد.
در گزارش ۲۰:۳۰، آقای دایی فردی عصبانی نشان داده شد که مقصر اصلی بسیاری از درگیری‌ها با مدیران تیم‌هایی که هدایت آن‌ها را بر عهده داشته بوده‌است. شورای نظارت بر صدا و سیما در انتقاد خود برنامه ۲۰:۳۰ را به پرداخت غیر حرفه‌ای و جانبداری یک طرفه و عدم استفاده از زبان مناسب در مورد برکناری آقای دایی متهم کرده و گفته‌است برنامه پخش شده "یک طرفه و غیر حرفه‌ای بوده‌است.

## پخش سخنان خشونت‌آمیز و تهدیدکننده
صدا و سیمای ایران در موارد متعدد، محل انتشار نفرت، تهدید و خشونت علیه بخشی از جامعه بوده‌است. در آذر ۱۳۹۸ یک کارشناس دینی و مفسر قرآن در شبکه اول تلویزیون دولتی ایران در مورد اعتراضات آبان ۹۸ و نحوه برخورد با معترضان گفت «طبق آیات قرآن دستگیرشدگان اخیر باید در همان نقطه جنایت در جلوی چشم مردم زجرکش شوند.»

## اتهام طرفداری از یک جریان فکری خاص
دولت حسن روحانی می‌گوید برخورد صدا و سیما در اخبار مربوط به قوه مجریه «جناحی» و «تبعیض‌آمیز» است. محمود واعظی، رئیس دفتر ریاست جمهوری ایران نیز می‌گوید: «صدا و سیما توسط آن گروه محدود نباید جناحی اداره شود» و این سازمان «یک رسانه ملی و متعلق به کل نظام و کشور است».

## ادعا دربارهٔ میزان مخاطبین
در دی ۱۳۹۸ در آخرین نظرسنجی «مرکز تحقیقات رسانهٔ ملی» دربارهٔ مخاطبان تلویزیون ایران که در آذرماه انجام شده می‌گوید که ۸۱٬۹ درصد مردم بیننده برنامه‌های تلویزیون ایران هستند. این نظر سنجی مدعی است از جمعیت حدود ۸۵ میلیون نفری ایران چیزی حدود ۶۵ میلیون نفر بیننده صدا و سیما هستند و بیش از ۵۰ میلیون نفر، یکی از برنامه‌های آن را به‌طور مداوم پیگیری می‌کنند. این در حالی است که پس از اعتراضات آبان ۱۳۹۸، مرکز افکارسنجی جهاد دانشگاهی «ایسپا» گفته بود میزان مراجعه مردم به صدا و سیما برای دریافت اخبار به کمتر از ۴۰ درصد رسیده‌است.

## اخبار تحریف شده

### ادعای تنفر کریستیانو رونالدو از اسرائیلی‌ها
صدا و سیمای جمهوری اسلامی، ویدئویی درباره مواضع ضد اسرائیلی کریستیانو رونالدو منتشر کرده و از قول او گفته «تماشاگران اسرائیلی منفورترین تماشاگران هستند و من پیراهنم رو با قاتل عوض نمی‌کنم.»
بخش‌هایی از فیلم به شکل واضحی صداگذاری شده است. اصل ویدئو مربوط به اظهارات رونالدو در حمایت از کودکان سوری است. 
در ویدئوی صدا و سیما ادعا شده رونالدو ضمن خودداری از تعویض لباس با بازیکن اسرائیلی گفته «من پیراهنم رو با قاتل عوض نمی‌کنم». این نقل قول بی‌اساس است و هیچ منبع معتبری ندارد.
در گزارش صدا و سیما تصویری از رونالدو پخش شده که پوستر حمایت از فلسطین به دست دارد. این پوستر دستکاری شده و جعلی است.
در گزارش صدا و سیما تصویری از دست ندادن رونالدو با میشل پلاتینی پخش و گفته شده رونالدو «دعوت رئیس رژیم صهیونیستی» را برای سفر به تل‌آویو رد کرده است. این اخبر هم دروغ بود. در واقعیت رونالدو، سال ۲۰۱۹ لباس خود را به صورت نمادین به وزیر امور خارجه اسرائیل هدیه داده بود. در سال ۲۰۱۰ با شیمون پرز دیدار داشته و با او دست داده بود. همچنین در سال ۲۰۱۶ در  ویدئوی تبلیغاتی اپراتور مخابراتی اسرائیل حضور داشت.